# ヤッファ通り

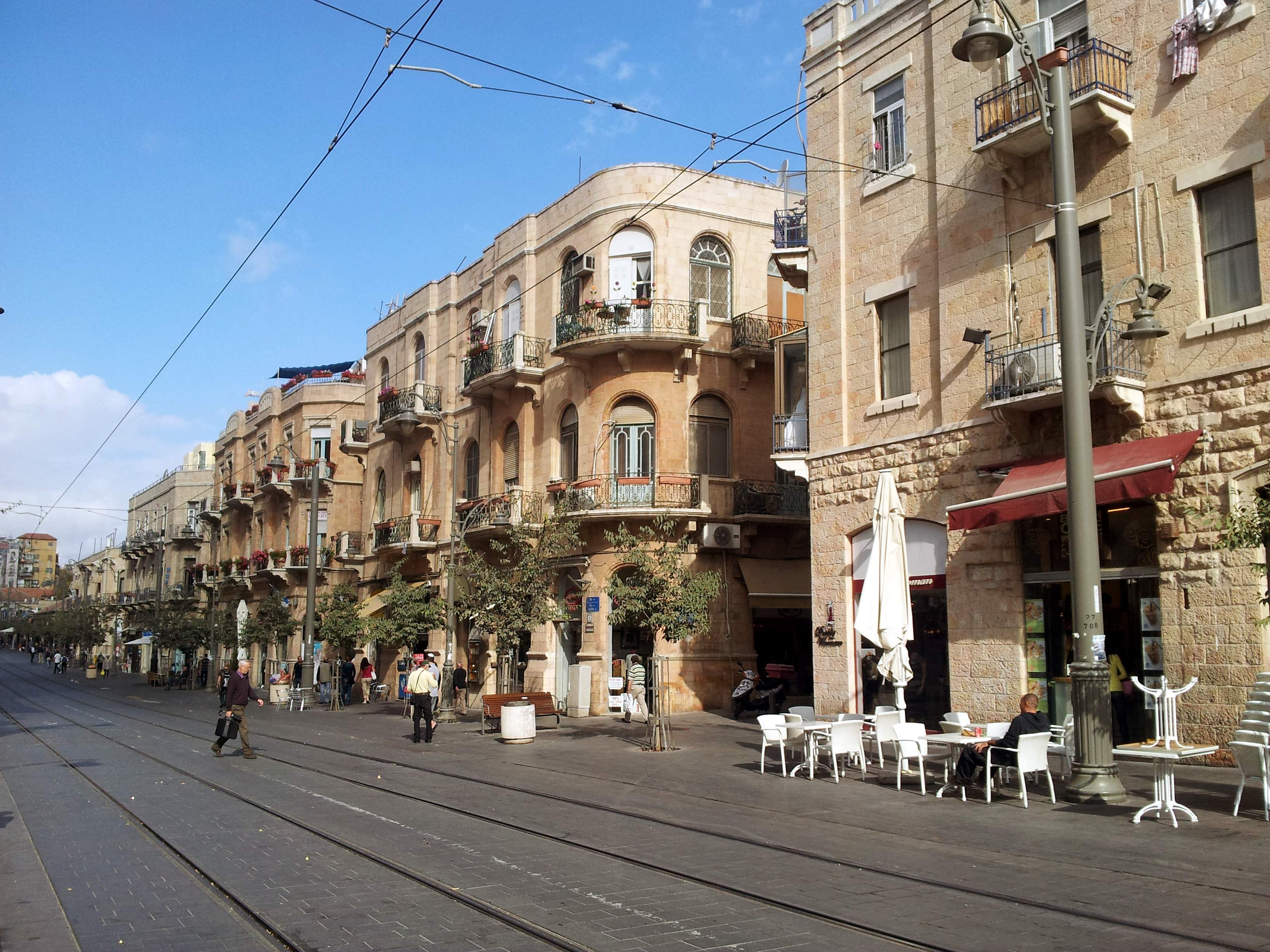
ヤッファ通り（2012年）

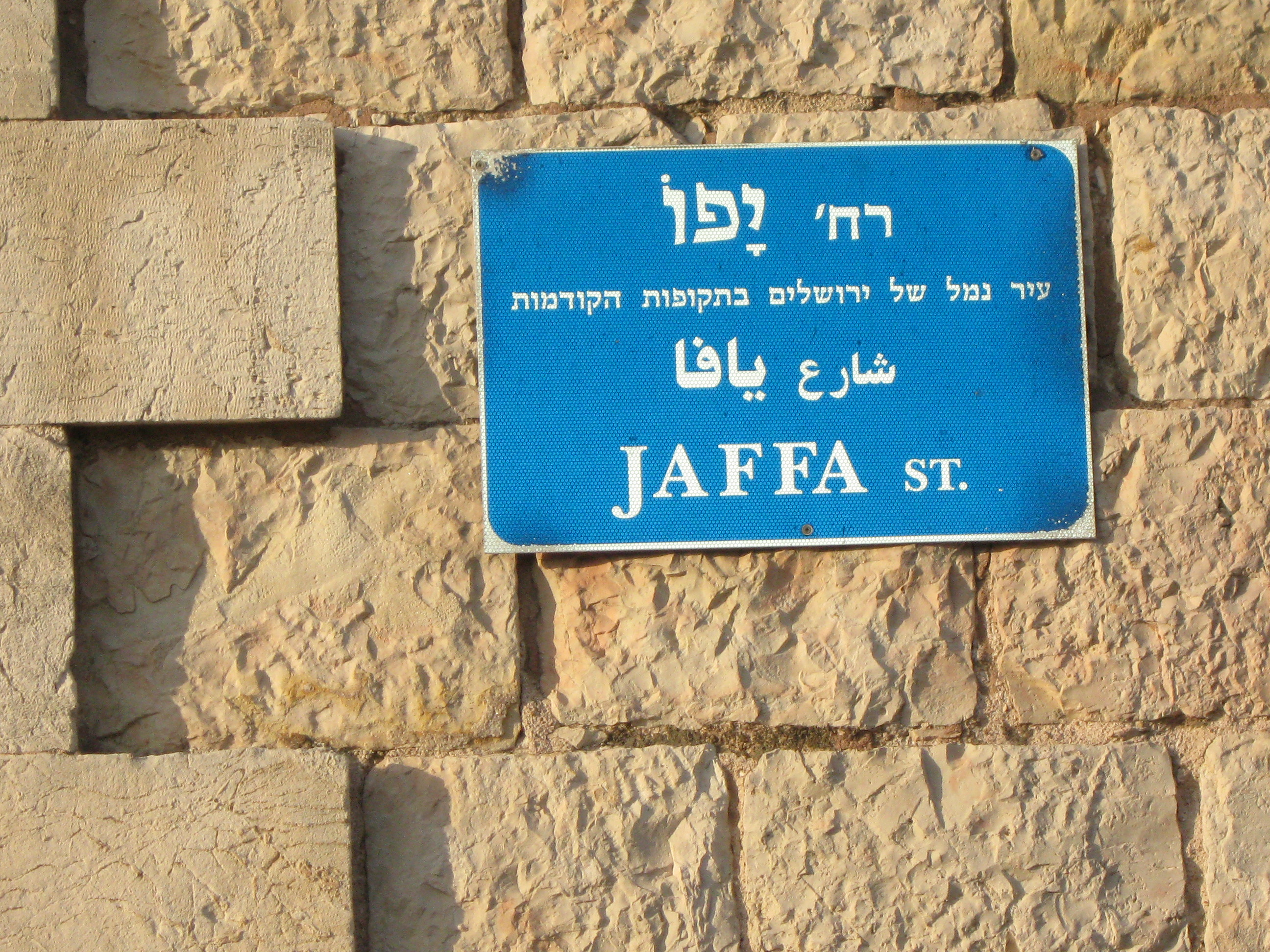
ヤッファ通りは港町ヤッファからの道路

ヤッファ通り（ヤッファどおり、英語: Jaffa Road）はイスラエルのエルサレム新市街にある主要街路で、この街路沿いに市役所、中央郵便局、バス発着場、鉄道駅などがあり、最近完成した路面電車もこの通りを走る。

## 概要
ヤッファ通りはイスラエルのエルサレム新市街にある主要街路で、旧市街の北西隅から西北西へ伸びている（北緯31度47分11.19秒 東経35度12分36.39秒 / 北緯31.7864417度 東経35.2101083度）。もともと歴史上は港町ヤッファからエルサレムのヤッファ門へ至る巡礼路でこの名があり、舗装は1861年に完成している。ヤッファからの道路（国道1号線）は現在エルサレム市内では、繁華になったヤッファ通りを避けて、旧市街の北側を通るように迂回してさらに東へ向かい、国道90号線で終点になる。
イスラエルへのユダヤ人の本格的な入植以来、このヤッファ通りは東エルサレムの中心街となり市役所、中央郵便局、中央バス発着場、鉄道駅などができて、エルサレムの中心街になっている。2011年に完成した路面電車のエルサレム・ライトレールもこの通りを走り、4つの駅がある。
またヤッファ通りは、ジョージ王道路と歩行者天国のベン・イェフダー通りとで、三角形の大ショッピング街を構成している。

## 参照項目
- ジョージ王道路（King George Street）
- ベン・イェフダー通り（Ben Yehuda St.）
- イスラエル公道1号線